# 韋爾斯嶺
76°58′S 144°45′W / 76.967°S 144.750°W
韋爾斯嶺（英語：Wells Ridge）是南極洲的山嶺，位於瑪麗伯德地，屬於福特山脈的一部分，處於史旺森山脈和吉爾摩山之間，長7公里，由美國研究隊發現，現時由南極條約體系管理。